# Curro Durse
Francisco Fernández, artísticament conegut per "Curro Dulce o Curro Durse", ha sigut catalogat com un dels grans seguiriyeros de la història flamenca. També es diu que va ser inigualable mestre de la Caña. El seu cante ha estat transmès de generació en generació. El seu gran admirador i continuador va ser don Antonio Chacón. Segons és tradició, Curro Durse va estar dotat d'una extraordinaria "veu natural". Va ser besavi de Manuel Ortega Juárez "Manolo Caracol". La seva terra natal va ser Cadis.
Curro Durse arribá a crear "escola" deixant "girs cantores" que han servit per forjar la definitiva estructura del cante. Altre gran mérit va ser la seva influéncia en Manuel Torre, en compondre la seva lletra/copla "...Era un día señalao...", basada en el cante del gadità Curro Durse i en el cante de Triana.
Des del punt de vista musical, la seguiriya de Curro Durse i la d'Enrique el Mellizo tenen molta semblança. Curro, com el Mellizo, era altre poeta flamenc que componia les seves coples.

José Blas Vega -cfr. "Conversaciones flamencas con Aurelio de Cádiz", pàg 34 -relata, per boca d'Aureli, que curro va compondre dos estils de seguiriyas:
"A las dos de la noche
los campanilleros
con el ruído de sus camapanitas
me quitan el sueño"
"Dices que duermes sola
mientes como hay Dios,
porque de noche con el pensamiento
dormimos los dos"